# Formigueret gebrat
El formigueret gebrat (Herpsilochmus sticturus) és una espècie d'ocell de la família dels tamnofílids (Thamnophilidae).

## Hàbitat i distribució
Habita el sotabosc de la selva humida, sabana i bosc de ribera del sud de Veneçuela, Guaiana, sud-est de l'Equador i nord del Brasil amazònic.